# 梅尔加尔德费尔纳门塔尔
梅尔加尔德费尔纳门塔尔，是西班牙卡斯蒂利亚-莱昂布尔戈斯省的一个市镇。总面积109平方公里，总人口1948人（2001年），人口密度18人/平方公里。